# 지다 (축구 선수)
네우송 지 제주스 시우바(포르투갈어: Nélson de Jesús Silva, 1973년 10월 7일 ~ )는 지다(포르투갈어: Dida)라는 이름으로 알려져 있는 브라질의 은퇴한 축구 선수이다. 포지션은 골키퍼로, 2009-2010 시즌까지 AC 밀란에서 뛰었다. 그는 2002-03 시즌과 2006-07 시즌에 UEFA 챔피언스리그에서 주전 골키퍼로 팀의 우승에 기여하였다. 은퇴 후 선전 FC, 피라미드 FC를 거쳐 현재 AC 밀란 U-17의 골키퍼 코치로 활동 중이다.

## 국가대표 경력
- 1995 코파 아메리카
- 1996 북중미 골드컵
- 1996 하계 올림픽
- 1997 FIFA 컨페더레이션스컵
- 1998 FIFA 월드컵
- 1999 코파 아메리카
- 1999 FIFA 컨페더레이션스컵
- 2001 FIFA 컨페더레이션스컵
- 2001 코파 아메리카
- 2002 FIFA 월드컵
- 2003 FIFA 컨페더레이션스컵
- 2005 FIFA 컨페더레이션스컵
- 2006 FIFA 월드컵

## 수상

#### 크루제이루
- 코파 오루 : 1995
- 코파 두 브라질 : 1996
- 코파 리베르타도레스 : 1997

#### 코린치안스
- 캄페오나투 브라질레이루 세리에 A : 1999
- 토르네이우 리우-상파울루 : 2002
- 코파 두 브라질 : 2002
- FIFA 클럽 월드컵 : 2000

#### AC밀란
- 세리에 A : 우승 (2003-04)
- 코파 이탈리아 : 2002-03
- 수페르코파 이탈리아나 : 2004
- UEFA 챔피언스리그 : 우승 (2002-03, 2006-07), 준우승 (2004-05)
- UEFA 슈퍼컵 : 2003, 2007
- FIFA 클럽 월드컵 : 우승 (2007)

#### 인테르나시오나우
- 캄페오나투 가우슈 : 2014, 2015

#### 브라질
- 남미 U-20 대회 : 1992
- FIFA U-20 월드컵 : 1993
- 남미 프레-올림픽 대회 : 1996
- 하계 올림픽 남자축구 : 동메달 (1996)
- 코파 아메리카 : 우승 (1999), 준우승 (1995)
- CONCACAF 골드컵 : 준우승 (1996)
- FIFA 컨페더레이션스컵 : 우승 (1997, 2005), 준우승 (1999)
- FIFA 월드컵 : 우승 (2002), 준우승 (1998)

### 개인
- FIFPro 월드 베스트 XI : 2005
- FIFA 올해의 골키퍼 : 2005
- 볼라 지 프라타 : 1993, 1996, 1998, 1999
- AC밀란 명예의 전당